# Model systemu słonecznego
Model systemu słonecznego lub Filozof prezentujący model Układu Słonecznego, albo Filozof daje wykład nad tellurium, gdzie lampa umieszczona jest w miejscu Słońca (ang. A Philosopher Lecturing on the Orrery) – obraz malarza angielskiego Josepha Wrighta z 1766 roku.
Joseph Wright uznawany jest za późnego spadkobiercę Caravaggia w dziedzinie przedstawiania specjalnych efektów świetlnych. W swoich pracach stosował chiaroscuro, technikę, jaką artyści barokowi używali przy prezentowaniu scen religijnych. Tworzył w epoce oświecenia – tematem jego zainteresowań były osiągnięcia naukowe; jako pierwszy wprowadził tematykę przemysłową do sztuki.

## Opis obrazu

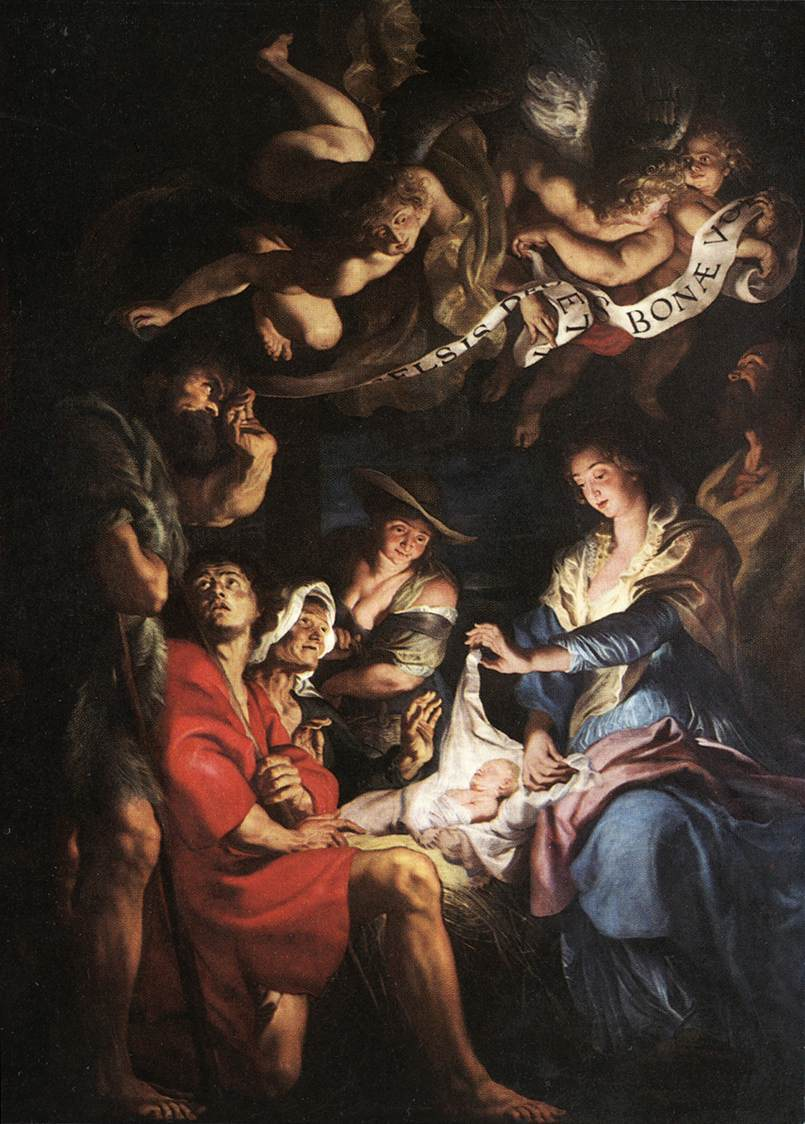
Pokłon pasterzy Rubensa

Obraz Model systemu słonecznego jest jednym z pierwszych dzieł łączących fascynacje artysty światłem. Powstał po namalowanej w 1765 roku, pierwszej tego typu pracy: Trzej mężczyźni oglądający Szermierza Borghese przy świecy. Wright zastąpił klasyczny model modelem naukowym i umieścił go pośrodku kompozycji. Korzystając z techniki chiaroscuro, nawiązał do znanych dzieł religijnych, gdzie nad urodzonym Jezusem pochylają się zaciekawieni widzowie. Zastąpienie Dzieciątka przedmiotem naukowym i przedstawienie sceny w formie dotychczas zarezerwowanej dla religijnych obrazów wywołało niemałą sensację. W 1768 artysta namalował w podobnym duchu obraz Eksperyment na ptaku w pompie powietrznej (National Gallery w Londynie).
Modelem naukowym jest tellurium, w którym zamiast Słońca Wright umieścił lampę. Jej blask oświetla pochylone zaciekawione sylwetki. Naukowiec, stojący przodem do widza, objaśnia działanie lub prawa astronomii, jeden z uczniów pilnie notuje słowa. Wokół stołu znajdują się nie tylko osoby dorosłe, ale i dzieci, co może wskazywać, że nauka jest dla wszystkich – niezależnie od wieku – ludzi.